# Golfspoorweg
De Golfspoorweg is een spoorwegproject van zes  Arabische Golfstaten. Er is een plan voor een spoorlijn met een lengte van bijna 2000 kilometer die de zes deelnemende landen aan de Perzische Golf verbindt. Het streven is een deel hiervan in 2021 voltooid te hebben. Een ander deel is tot nader bericht uitgesteld.

## Project
Het project heeft als doel de zes deelnemers met spoorwegen aan elkaar te verbinden. Het traject loopt van Koeweit langs de Perzische Golf naar de oostpunt van Oman om vandaar naar het zuiden af te buigen en te eindigen in Salalah. De spoorlijn krijgt een totale lengte van 1940 kilometer.
Het netwerk wordt geschikt voor personen- en vrachtvervoer. Voor de passagierstreinen streeft men naar een maximale snelheid van 200 km/u, voor de goederentreinen zal de snelheid tussen de 80 en 120 km/u uitkomen. Het project vergt een investering van circa $ 25 miljard.
De kosten van dit project worden door de zes deelnemende landen gedragen. Iedere deelnemer is verantwoordelijk voor de aanleg van de infrastructuur, spoorlijn en stations, in eigen land. De zes deelnemende landen zijn:
- Koeweit
- Saoedi-Arabië
- Bahrein
- Qatar
- Verenigde Arabische Emiraten
- Oman

Het project is nog niet in detail afgerond en veranderingen kunnen nog optreden. In 2010 maakte Jemen bekend ook mee te willen doen. Jemen zoekt aansluiting in Oman en wil de spoorlijn doortrekken langs de kust naar Aden en verder naar de grens met Saoedi-Arabië.
Een GCC Railway Authority zal worden opgericht om de activiteiten voor dit project te organiseren en te coördineren. Een naadloze aansluiting tussen de diverse landen vereist technische afspraken over de spoorwijdte, seinen en elektrische tractie-energie-voorziening, maar ook op het gebied van tarieven, regulering, veiligheid en controle bij de grensovergangen.